# Nemanja Milić
Nemanja Milić (in serbo Немања Милић?; Novi Sad, 25 maggio 1990) è un ex calciatore serbo, di ruolo attaccante.

## Caratteristiche tecniche
È un'ala destra.

## Statistiche

### Presenze e reti nei club
Statistiche aggiornate al 3 giugno 2017.
| Stagione                | Squadra                 | Campionato              | Campionato | Campionato | Coppe nazionali | Coppe nazionali | Coppe nazionali | Coppe continentali | Coppe continentali | Coppe continentali | Altre coppe | Altre coppe | Altre coppe | Totale | Totale |
| Stagione                | Squadra                 | Comp                    | Pres       | Reti       | Comp            | Pres            | Reti            | Comp               | Pres               | Reti               | Comp        | Pres        | Reti        | Pres   | Reti   |
| ----------------------- | ----------------------- | ----------------------- | ---------- | ---------- | --------------- | --------------- | --------------- | ------------------ | ------------------ | ------------------ | ----------- | ----------- | ----------- | ------ | ------ |
| 2006-2007               | Spartak Subotica        | SL                      | 1          | 0          | KS              | 0               | 0               |                    | -                  | -                  | -           | -           | -           | 1      | 0      |
| 2007-2008               | Spartak Subotica        | SL                      | 0          | 0          | KS              | 0               | 0               |                    | -                  | -                  | -           | -           | -           | 0      | 0      |
| 2008-2009               | Spartak Subotica        | SL                      | 24         | 1          | KS              | 0               | 0               | CU                 | 2                  | 0                  | -           | -           | -           | 26     | 1      |
| 2009-2010               | Spartak Subotica        | SL                      | 20         | 6          | KS              | 0               | 0               |                    | -                  | -                  | -           | -           | -           | 20     | 6      |
| 2010-2011               | Spartak Subotica        | SL                      | 23         | 3          | KS              | 1               | 1               | UEL                | 4                  | 0                  | -           | -           | -           | 28     | 3      |
| 2011-2012               | Spartak Subotica        | SL                      | 12         | 2          | KS              | 0               | 0               |                    | -                  | -                  | -           | -           | -           | 12     | 2      |
| 2012-2013               | Spartak Subotica        | SL                      | 9          | 1          | KS              | 2               | 0               |                    | -                  | -                  | -           | -           | -           | 11     | 1      |
| Totale Spartak Subotica | Totale Spartak Subotica | Totale Spartak Subotica | 89         | 13         |                 | 3               | 2               |                    | 6                  | 0                  |             | -           | -           | 98     | 15     |
| 2013-2014               | Spartak Subotica        | SL                      | 16         | 1          | KS              | 5               | 0               |                    | -                  | -                  | -           | -           | -           | 21     | 1      |
| 2014-2015               | Spartak Subotica        | SL                      | 26         | 7          | KS              | 2               | 0               |                    | -                  | -                  | -           | -           | -           | 28     | 7      |
| 2015-2016               | Spartak Subotica        | SL                      | 19         | 3          | KS              | 3               | 0               |                    | -                  | -                  | -           | -           | -           | 19     | 3      |
| 2016-gen. 2017          | Spartak Subotica        | SL                      | 19         | 6          | KS              | 2               | 0               |                    | -                  | -                  | -           | -           | -           | 21     | 6      |
| Totale Spartak Subotica | Totale Spartak Subotica | Totale Spartak Subotica | 80         | 17         |                 | 12              | 0               |                    | -                  | -                  |             | -           | -           | 92     | 29     |
| gen.-giu. 2017          | Stella Rossa            | SL                      | 10         | 1          | KS              | 3               | 1               |                    | -                  | -                  | -           | -           | -           | 13     | 2      |
| Totale carriera         | Totale carriera         | Totale carriera         | 179        | 32         |                 | 18              | 3               |                    | 6                  | 0                  |             | -           | -           | 203    | 35     |

## Palmarès

### Club

#### Competizioni nazionali
- Campionato serbo: 2

Stella Rossa: 2017-2018, 2018-2019
- Coppa di Bielorussia: 2

BATĖ Borisov: 2019-2020, 2020-2021
- Supercoppa di Bielorussia: 1

BATĖ Borisov: 2022